# Pandanus manamboloensis
Pandanus manamboloensis är en enhjärtbladig växtart som beskrevs av Huynh. Pandanus manamboloensis ingår i släktet Pandanus och familjen Pandanaceae.
Artens utbredningsområde är Madagaskar. Inga underarter finns listade.